# Voo Britannia Airways 105
O voo Britannia Airways 105 foi uma rota regular de passageiros do Aeroporto de Londres Luton para o Aeroporto Jože Pučnik de Liubliana (conhecido como Aeroporto de Brnik na época). O voo foi operado pela Bristol Britannia G-ANBB com 110 passageiros e sete tripulantes a bordo. O acidente com a aeronave ocorreu em 1 de setembro de 1966, às 00h47, durante a aproximação, quando a aeronave atingiu árvores na floresta entre Lahovče e Nasovče sob céu nublado. Noventa e oito dos 117 passageiros e tripulantes morreram no acidente. O motivo citado para o acidente foi uma configuração errada do altímetro.